# دره پائین
دره پائین یک روستا در ایران است که در دهستان باقران واقع شده‌است.